# Брындзей, Вера Владимировна
Вера Владимировна Брындзей (укр. Віра Володимирівна Бриндзей; 25 января 1952, Ивано-Франковск, Украинская ССР, СССР) — советская конькобежка, заслуженный мастер спорта СССР (1977), абсолютная чемпионка мира 1977 года, 2-кратная призёр чемпионата СССР в классическом многоборье, серебряный призёр чемпионата СССР по спринту, 3-кратная призёр чемпионата СССР на отдельных дистанциях.

## Биография
Вера Брындзей родилась в Ивано-Франковске и всё детство провела в Прикарпатье. В холодные зимы, как все дети, она каталась в валенках с прикрученными коньками на замёрзших озёрах. Играла даже с мальчишками в хоккей. Но серьезно, до самого окончания школы, увлекалась лишь баскетболом и думала поступать в технический вуз. Однажды на массовых городских соревнованиях её увидел Евгений Александрович Авдеев и предложил позаниматься коньками серьёзно. Вера попробовала, и у неё получилось, после чего пришлось выбирать: баскетбол или коньки. Так в 1967 году под влиянием своего первого тренера выбрала коньки. Потом уехала в Киев поступать в институт физкультуры.
В 1970 году 17-летняя спортсменка дебютировала за ФСО «Динамо» (Киев) на первенстве страны среди девушек и заняла 8-е место в сумме многоборья. В январе 1971 года Вера выполнила норматив Мастер спорта СССР, после соревновании юниоров на высокогорном катке Цахкадзор, где она выиграла на дистанциях 500, 1000 и 3000 метров. Ещё через год выиграла чемпионат Украинской ССР, а в 1973 году дебютировала на чемпионате СССР, заняв 12-е место в многоборье. В 1975 году Вера стала серебряным призёром чемпионата СССР по спринту. Она попала в состав сборной и участвовала на своём первом чемпионате мира в классическом многоборье, но заняла лишь 16-е место.
Пересмотрев свои ошибки после мирового первенства 76-го вместе со своим тренером Юрием Григорьевичем Малых, они разработали систему подготовки на сезон 1976/1977 годов и результаты пошли в гору. В январе 1977 года выиграла серебряную медаль на чемпионате СССР в классическом многоборье в абсолютном зачёте, а через месяц на чемпионате мира в Кейстауне Вера завоевала золотую медаль, обойдя своих подруг по команде Галину Степанскую и Галину Никитину и это был первый тройной подиум советских конькобежек за последние 13 лет. В конце февраля на чемпионате мира по спринту она выиграла вторую дистанцию 500 м и дважды была второй на дистанциях 1000 м, однако падение на первой 500-ке не позволило выиграть медаль по сумме спринтерского многоборья.
В марте 1977 года на чемпионате СССР на отдельных дистанциях выиграла серебряные медали на дистанциях 500 и 1000 метров и бронзовую на 1500 метров, а апреле вышла замуж за советского конькобежца Александра Сафронова. В январе 1978 года она стала бронзовым призёром чемпионата СССР, а в феврале на чемпионате мира в Хельсинки она заняла только 14-е место, видно не сработал план подготовки к важным соревнованиям. В марте также не попала в призы на отдельных дистанциях и в спринте на чемпионате страны. В 1980 году на зимней Олимпиаде-1980 в Лейк-Плэсиде заняла 18-е место на дистанции 1500 метров и в 1981 году завершила карьеру спортсменки.

## Награды
- 17 февраля 2012 года — награждена знаком «Почётный динамовец»[11]